# 糖霜 (餐飲)
糖霜（英語：Icing），在美國又稱作結霜，是一種甜食，通常是在糖中加入液體，如水或牛奶，有時也加入黄油、蛋白、奶油芝士和调味料。它用於覆蓋或裝飾烘培食品，如蛋糕或餅乾。當它在千層蛋糕之間使用時，稱為填補。
可以使用糕點袋將糖霜製成花朵和葉子等形狀。這樣的裝飾在生日蛋糕和婚禮蛋糕上很常見。可將食用染料添加到糖衣混合物中以獲得所需的色調。糖衣上經常使用灑水、可食用墨水或其他裝飾品。
基本的糖衣稱為糖霜，含有糖粉（也稱為糖霜或糖果糖）和水。這可以根據需要進行調味和著色，例如，通過使用檸檬汁代替水。
更複雜的糖霜可以通過將脂肪打成糖粉（如奶油）、將脂肪和糖融化在一起、使用蛋清（如皇家糖衣）、將黃油攪打成蛋白霜（如意大利或瑞士蛋白霜）來製作，並通過添加其他成分，如甘油（如軟糖）。
一些糖衣可以由糖和奶油奶酪或酸奶油的組合製成，或者使用磨碎的杏仁（如杏仁糖）。
糖霜可以用刀或抹刀等工具塗抹，也可以通過淋雨或浸漬（見釉料）或通過將糖霜滾出並覆蓋在蛋糕上來塗抹。應用方法很大程度上取決於所用糖霜的類型和質地。糖霜可用於蛋糕層之間作為餡料，也可用於完全或部分覆蓋蛋糕或其他烘焙產品的外部。
除了美學功能外，糖霜還可以改善蛋糕的風味，並通過密封水分來保存蛋糕。

## 歷史
用糖粉或其他材料覆蓋蛋糕是在17世紀引入的。 第一個記錄在案的結霜案例發生在1655年，包括糖、雞蛋和玫瑰水，將糖霜塗在蛋糕上，然後在烤箱中硬化。 從這個意義上說，動詞“to ice”的最早證明似乎可以追溯到1600年左右，而名詞“icing”則來自1683年，“Frosting”最早是在1750 得到證明的。